# Cantonul Villeneuve-sur-Lot-Sud
Cantonul Villeneuve-sur-Lot-Sud este un canton din arondismentul Villeneuve-sur-Lot, departamentul Lot-et-Garonne, regiunea Aquitania, Franța.

## Comune
- Bias
- Pujols
- Saint-Antoine-de-Ficalba
- Sainte-Colombe-de-Villeneuve
- Sembas
- Villeneuve-sur-Lot (parțial, reședință)